# Байонет

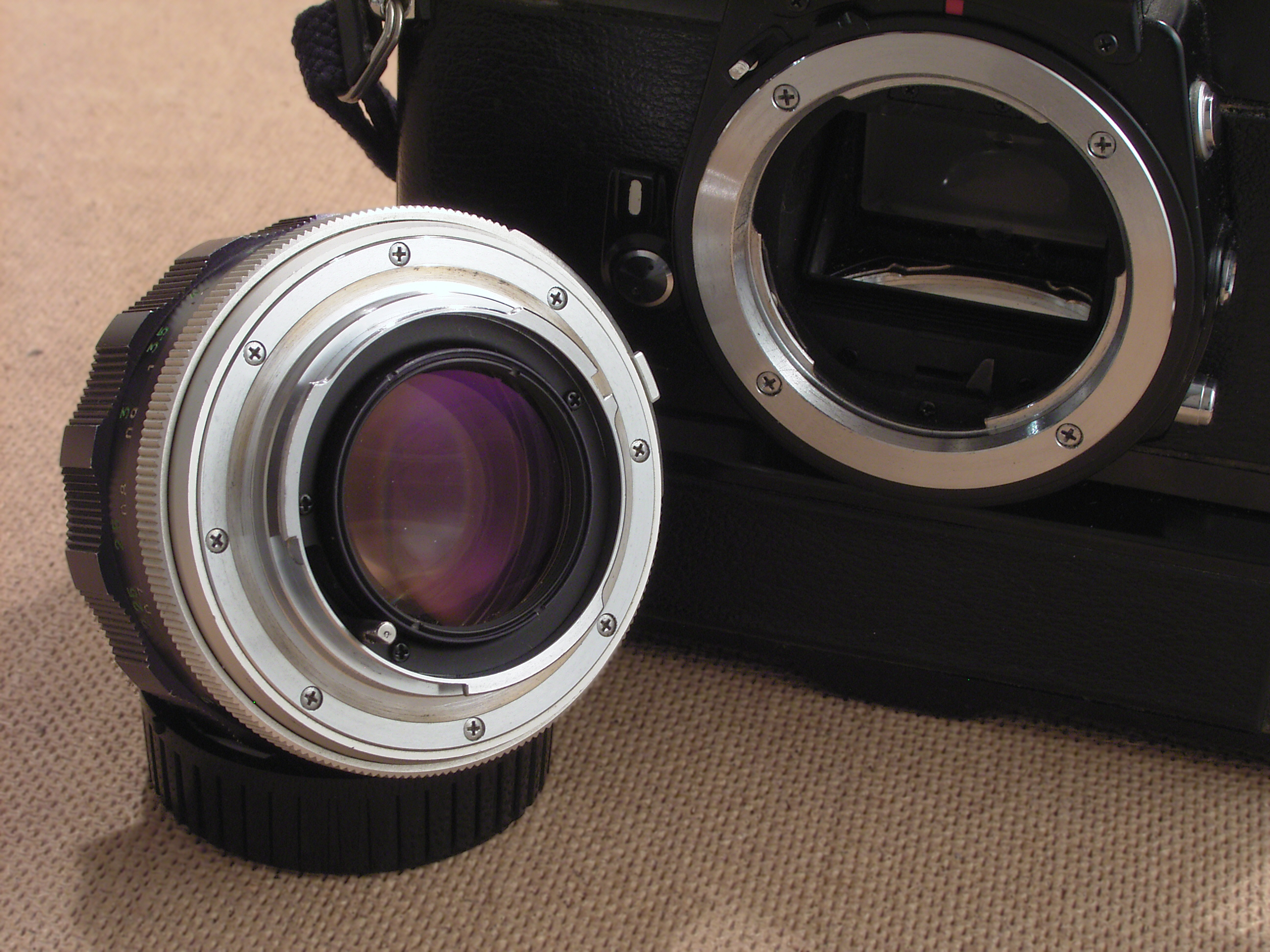
Байонетне з'єднання камери Minolta

Байоне́т (фр. baïonnette — «багнет»), байонетне з'єднання — один з видів кріплення об'єктива, за допомогою якого він встановлюється на фотокамеру та знімається з неї. Одна частина байонета (зазвичай та, що розташована на камері) містить декілька виступів, інша (відповідно на об'єктиві) — відповідні пази. Об'єктив фіксується підпружиненим штифтом чи кільцем. Розблоковується об'єктив зазвичай за допомогою кнопки чи важеля.

Байонетне з'єднання

Найпопулярнішими байонетами є Canon FD та EF, Four-Thirds, Nikon F-mount, Olympus OM, Pentax (Asahi) K.
У радянських фотоапаратах використовувалися серед іншого байонет Н (аналогічний Nikon AI — різновиду Nikon F, використовується на фотокамерах «Київ» заводу Арсенал) та байонет К (аналогічний байонету Pentax Asahi, використовується на новіших моделях «Зенітів»).